# 任毓麟
任 毓麟（じん いくりん）は、清末・中華民国の政治家。字は振亭。

## 事績
清末に挙人となり、直隷省候補道、直隷総督衙門総文案を歴任した。1913年（民国元年）、奉天都督府文案となり、翌1914年（民国3年）6月から10月まで奉天省政務庁庁長を務めている。その後、煙酒事務局秘書、東三省巡閲使秘書長を歴任した。1926年（民国15年）12月、安国軍総司令部秘書長として起用され、翌1927年（民国16年）6月には張作霖により陸海軍大元帥府秘書長に就任した。張死後の任毓麟の行方は不詳となっている。